# Campionat de Catalunya de futbol 1923-1924
La temporada 1923-24 del Campionat de Catalunya de futbol fou la vint-i-cinquena edició de la competició. Fou disputada la temporada 1923-24 pels principals clubs de futbol de Catalunya.

## Primera Categoria

### Classificació final
| Pos | Equip            | PJ | PG | PE | PP | GF | GC | DG  | Pts | Classificació |
| --- | ---------------- | -- | -- | -- | -- | -- | -- | --- | --- | ------------- |
| 1   | FC Barcelona (C) | 10 | 10 | 0  | 0  | 28 | 7  | +21 | 20  | Campió        |
| 2   | CE Europa        | 10 | 7  | 1  | 2  | 35 | 14 | +21 | 15  |               |
| 3   | RCD Espanyol     | 10 | 5  | 2  | 3  | 10 | 8  | +2  | 12  |               |
| 4   | CE Sabadell      | 10 | 3  | 1  | 6  | 13 | 21 | −8  | 7   |               |
| 5   | UE Sants         | 10 | 1  | 2  | 7  | 13 | 23 | −10 | 4   |               |
| 6   | FC Martinenc (O) | 10 | 0  | 2  | 8  | 9  | 35 | −26 | 2   | Promoció      |

El Barça recuperà el campionat sense perdre cap partit. El Martinenc es classifica darrer i hagué de disputar la promoció per la permanència. El professionalisme dins del futbol es comença a estudiar en finalitzar la temporada. El dia 29 de juliol se celebrà una assemblea de la federació on es decidí ampliar les dues categories de Primera a 8 equips.

### Resultats finals
- Campió de Catalunya: FC Barcelona
- Classificats per Campionat d'Espanya: FC Barcelona
- Descensos: No hi ha descensos per ampliació de la categoria
- Ascensos: FC Terrassa i Gràcia FC

## Segona Categoria
| Pos | Equip                   | PJ | PG | PE | PP | GF | GC | DG  | Pts | Classificació |
| --- | ----------------------- | -- | -- | -- | -- | -- | -- | --- | --- | ------------- |
| 1   | Terrassa FC (C, P)      | 10 | 7  | 2  | 1  | 23 | 10 | +13 | 17  | Campió (+1)   |
| 2   | Gràcia FC (P)           | 10 | 7  | 0  | 3  | 22 | 12 | +10 | 14  |               |
| 3   | CE Júpiter              | 10 | 6  | 1  | 3  | 18 | 13 | +5  | 13  |               |
| 4   | L'Avenç de l'Sport      | 10 | 3  | 2  | 5  | 10 | 13 | −3  | 7   | (-1)          |
| 5   | FC Badalona             | 10 | 3  | 1  | 6  | 9  | 16 | −7  | 7   |               |
| 6   | Atlètic de Sabadell (O) | 10 | 1  | 0  | 9  | 6  | 24 | −18 | 2   | Promoció      |

El FC Terrassa es proclamà campió de Primera B i disputà la promoció davant el Martinenc.
| FC Martinenc   | 2 - 0 | FC Terrassa |
| -------------- | ----- | ----------- |
| Mariné · Vilar |       |             |

 Camp del CE Europa, Barcelona
| FC Martinenc | 0 - 0 | FC Terrassa |
| ------------ | ----- | ----------- |
|              |       |             |

 Camp del RCD Espanyol, Barcelona
El Martinenc s'assegura una plaça a la Primera A la següent temporada. Amb l'ampliació de la primera categoria, el FC Terrassa i el Gràcia FC també es classificaren per a primera A. El Terrassa participà en el Campionat d'Espanya de Segona Categoria on fou eliminat a semifinals.

### Partit dels campions
Els campions de Primera A i Primera B s'enfrontaren en el duel de campions, no oficial, que guanyà el Barcelona.
| FC Barcelona                 | 6 - 1 | FC Terrassa |
| ---------------------------- | ----- | ----------- |
| Alcántara · Gràcia · Vinyals |       | Roig        |

## Tercera Categoria
La tercera categoria del Campionat de Catalunya de futbol (anomenada Segona Categoria) es disputà seguint criteris regionals. Enguany va afegir-se la competició del Comitè Provincial Balear, apèndix de la Federació Catalana encarregat d'iniciar la competició federada a les Illes Balears. El Comitè va gestionar dos grups, corresponents a Mallorca i Menorca.
A la demarcació de Barcelona es va disputar l'anomenat Grup de Promoció dividit en dos grups amb els següents equips:
- Secció llevant: Iluro SC, FC Andreuenc, Granollers SC, FC Poble Nou, Racing Club de Catalunya i CE Llevant Catalunya de Badalona.
- Secció ponent: Ateneu Igualadí, Manresa SC, FC Santboià, Hospitalenc, Santfeliuenc FC i Athletic del Turó.

Els clubs Iluro SC i Manresa SC es proclamaren campions de la categoria.
Posteriorment es disputaren les eliminatòries entre els campions de grup del Campionat de Barcelona de tercera categoria amb la participació de clubs com, CD Artesà, CD Mataró, FC Artiguenc, Premierenc, Esbarjo Marià Ausà de Vic, Barceloneta, Joventut Terrassenca, Canet, Güell, Catalonia, Amèrica, Núria, Catalunya de Les Corts, Rubí, Ateneu Igualadí, Racing Club, Cortsenc, Hospitalenc o Athletic del Turó. Es proclamà campió el Catalunya de Les Corts en derrotar a la final el CD Artesà per 2 a 1.
Finalment es disputà el Campionat Provincial de Barcelona de Tercera Categoria (dita Segona Categoria) entre els campions del Grup de Promoció, Iluro SC i Manresa SC, i el campió del campionat de Barcelona, el Catalunya de Les Corts.
| Manresa SC | 1 - 2 | Catalunya de Les Corts |
| ---------- | ----- | ---------------------- |
|            |       |                        |

 Camp del FC Terrassa, Terrassa
| Iluro SC | 2 - 1 | Catalunya de Les Corts |
| -------- | ----- | ---------------------- |
|          |       |                        |

 Camp del CE Júpiter, Barcelona
| Iluro SC | 0 - 0 | Manresa SC |
| -------- | ----- | ---------- |
|          |       |            |

 Camp del FC Martinenc, Barcelona
L'Iluro SC de Mataró es proclamà campió i es classificà pel Campionat de Catalunya de la categoria.
Al campionat de Lleida hi participen els clubs FC Lleida, Sporting Club Mollerussa, Club Cerverí d'Esports, CD Lleidatà, FC Verdú, FC Tàrrega, FC Borges Blanques, FC Joventut de Lleida i Societat Esportiva del Segre de Balaguer. El campió fou el FC Lleida.
El campionat de Girona es dividí en el Grup A (primera categoria), on es proclamà campió el Port-Bou FC, essent la classificació final: Port-Bou FC 16 punts, UD Girona 15 punts, US Figueres 10 punts, FC Palafrugell 10 punts, Ateneu Deportiu Guíxols 7 punts i Farners Depotiu Orión 2 punts; en el Grup B (segona categoria), amb la participació de la US Bisbalenca, GEiEG, Emporium FC, Olot FC, FC L'Escala i Rapit FC.; i en el Grup C (tercera categoria) subdividit en dos seccions, la de la Selva i la de l'Empordà. En la secció de la Selva hi participaven l'Olímpic de Breda, el Cassà FC, la UD Cassà, l'Ateneu SD de Girona i el Pontense de Pont Major i a la secció de l'Empordà hi participaven l'Sporting Palafrugellenc, el CD Montgrí, el Camallera, el Vilafant i el Celrà. Va quedar campió de la secció de la Selva l'Olímpic de Breda i de la secció de l'Empordà l'Sporting Palafrugellenc, disputant la final de la categoria al camp de Vista Alegre el 23 de juny de 1924, resultant-ne campió l'Olímpic de Breda que va vèncer per 3-1 a l'Sporting Palafrugellenc. Amb aquesta victòria l'Olímpic de Breda aconseguia l'ascens al Grup B provincial de Girona per a la temporada 1924-1925.
El campionat de Balears es dividí en dos grups, Mallorca i Menorca. Els guanyadors de cada grup (RS Alfons XIII de Mallorca i US Mahón, de Menorca) van disputar una eliminatòria a doble partit. El guanyador, la RS Alfons XIII, es va classificar per a la fase final.
Els campions de Barcelona, Tarragona, Girona, Lleida i Balears disputaren la fase final del Campionat de Catalunya de Tercera Categoria. Hi prengueren part els clubs Iluro SC, RS Alfons XIII FC, Reus Deportiu, Port-Bou FC i FC Lleida
| Iluro SC | 5 - 0 | FC Lleida |
| -------- | ----- | --------- |
|          |       |           |

 Camp del Gimnàstic, Tarragona
| Iluro SC | 7 - 1 | RS Alfons XIII FC |
| -------- | ----- | ----------------- |
|          |       |                   |

 Camp del CE Júpiter, Barcelona
| Reus Deportiu | 2 - 0 | Port-Bou FC |
| ------------- | ----- | ----------- |
|               |       |             |

 Camp del RCD Espanyol, Barcelona
| Reus Deportiu            | 3 - 2 | Iluro SC      |
| ------------------------ | ----- | ------------- |
| Tort · Pallejà · Pallejà |       | Canet · Canet |

 Camp de Les Corts, Barcelona
El Reus Deportiu es proclama per segona temporada consecutiva campió de Catalunya de Tercera Categoria. Disputà amb el darrer classificat de Primera B, l'Athletic de Sabadell, els partits de promoció per una plaça en aquesta categoria.
| Athletic FC de Sabadell          | 5 - 1 | Reus Deportiu |
| -------------------------------- | ----- | ------------- |
| Pons · Pons · Mota · Mota · Pons |       | Domingo II    |

 Camp del RCD Espanyol, Barcelona
| Athletic FC de Sabadell | 2 - 1 | Reus Deportiu |
| ----------------------- | ----- | ------------- |
| Mota · Pons             |       | Pallejà       |

 Camp del CE Europa, Barcelona
L'Athletic FC de Sabadell aconseguí mantenir la plaça a Primera B. Posteriorment, amb l'ampliació de la categoria, Reus Deportiu, Iluro SC, Port-Bou FC i FC Lleida també assoliren l'ascens.